# Llista de topònims de l'Espluga de Francolí
Llista de topònims (noms propis de lloc) del municipi de l'Espluga de Francolí, a la Conca de Barberà
Informació actualitzada per un bot. Els canvis manuals es perdran quan s'actualitzi!

## arbre singular
| imatge | Nom                                   | Ubicat a              | instància de   | Detalls                                                                           | coordenades                                                                                                  | Protecció        | Commons (més fotos)                   | Dades a WD                    |
| ------ | ------------------------------------- | --------------------- | -------------- | --------------------------------------------------------------------------------- | --- | ---------------- | ------------------------------------- | ----------------------------- |
|        | cedre de la Masia de la Font de l'Oca | l'Espluga de Francolí | arbre singular | Taxon: cedre de l'Atles (Cedrus atlantica) Ample: 19.5m Alt: 30m Perímetre: 4.11m | 41° 22′ 44″ N, 1° 05′ 59″ E / 41.378843°N,1.099608°E ca:Masia de la Font de l'Oca o Masia del Simon 522 msnm | arbre monumental | Cedre de la Masia de la Font de l'Oca | Modifica les dades a Wikidata |
|        | xop del Molí del Bou                  | l'Espluga de Francolí | arbre singular | Taxon: pollancre del Canadà (Populus × canadensis)                                | 41° 23′ 44″ N, 1° 06′ 37″ E / 41.395572°N,1.110209°E                                                         |                  |                                       | Modifica les dades a Wikidata |

## casa
| imatge | Nom                                        | Ubicat a              | instància de | Detalls                       | coordenades                                          | Protecció                                  | Commons (més fotos) | Dades a WD                    |
| ------ | ------------------------------------------ | --------------------- | ------------ | ----------------------------- | ---------------------------------------------------- | ------------------------------------------ | ------------------- | ----------------------------- |
|        | Cal Gascon                                 | l'Espluga de Francolí | casa         | Estil: arquitectura popular   | 41° 23′ 48″ N, 1° 06′ 16″ E / 41.396683°N,1.104324°E | bé integrant del patrimoni cultural català |                     | Modifica les dades a Wikidata |
|        | Casa el Caputx                             | l'Espluga de Francolí | casa         | Estil: arquitectura gòtica    | 41° 23′ 50″ N, 1° 06′ 12″ E / 41.397132°N,1.103214°E | bé integrant del patrimoni cultural català |                     | Modifica les dades a Wikidata |
|        | Casa rectoral de l'església de Sant Miquel | l'Espluga de Francolí | casa         | Estil: arquitectura eclèctica | 41° 23′ 48″ N, 1° 06′ 11″ E / 41.396773°N,1.103005°E | bé integrant del patrimoni cultural català |                     | Modifica les dades a Wikidata |
|        | casa al carrer Anselm Clavé, 18            | l'Espluga de Francolí | casa         | Estil: arquitectura eclèctica | 41° 23′ 43″ N, 1° 06′ 06″ E / 41.395379°N,1.101709°E | bé integrant del patrimoni cultural català |                     | Modifica les dades a Wikidata |
|        | casa al carrer Major, 1                    | l'Espluga de Francolí | casa         | Estil: arquitectura eclèctica | 41° 23′ 48″ N, 1° 06′ 17″ E / 41.396702°N,1.104617°E | bé integrant del patrimoni cultural català |                     | Modifica les dades a Wikidata |
|        | casa al carrer de l'Abadia, 3              | l'Espluga de Francolí | casa         | Estil: noucentisme            | 41° 23′ 48″ N, 1° 06′ 14″ E / 41.396674°N,1.104°E    | bé integrant del patrimoni cultural català |                     | Modifica les dades a Wikidata |
|        | casa al carrer del Capuig, 10              | l'Espluga de Francolí | casa         | Estil: arquitectura popular   | 41° 23′ 50″ N, 1° 06′ 09″ E / 41.39717°N,1.102629°E  | bé integrant del patrimoni cultural català |                     | Modifica les dades a Wikidata |
|        | casa al carrer del Mig, 1                  | l'Espluga de Francolí | casa         | Estil: arquitectura popular   | 41° 23′ 50″ N, 1° 06′ 08″ E / 41.397121°N,1.102324°E | bé integrant del patrimoni cultural català |                     | Modifica les dades a Wikidata |
|        | casa del carrer de les Parres, 3           | l'Espluga de Francolí | casa         | Estil: arquitectura popular   | 41° 23′ 49″ N, 1° 06′ 09″ E / 41.396943°N,1.102494°E | bé integrant del patrimoni cultural català |                     | Modifica les dades a Wikidata |
|        | casa del carrer de les Parres, 5           | l'Espluga de Francolí | casa         | Estil: arquitectura popular   | 41° 23′ 49″ N, 1° 06′ 09″ E / 41.396918°N,1.102407°E | bé integrant del patrimoni cultural català |                     | Modifica les dades a Wikidata |
|        | cases al carrer Major, 9-11                | l'Espluga de Francolí | casa         | Estil: arquitectura popular   | 41° 23′ 48″ N, 1° 06′ 18″ E / 41.396734°N,1.104897°E | bé integrant del patrimoni cultural català |                     | Modifica les dades a Wikidata |

## corral
| imatge | Nom                | Ubicat a              | instància de | Detalls | coordenades                                                         | Protecció | Commons (més fotos) | Dades a WD                    |
| ------ | ------------------ | --------------------- | ------------ | ------- | ------------------------------------------------------------------- | --------- | ------------------- | ----------------------------- |
|        | corral de Malagana | l'Espluga de Francolí | corral       |         | 41° 27′ 03″ N, 1° 04′ 05″ E / 41.4507081304007°N,1.06819300530508°E |           |                     | Modifica les dades a Wikidata |
|        | corral del Xoixo   | l'Espluga de Francolí | corral       |         | 41° 26′ 17″ N, 1° 04′ 09″ E / 41.4380535880371°N,1.06927461364206°E |           |                     | Modifica les dades a Wikidata |

## creu de terme
| imatge | Nom                                        | Ubicat a              | instància de  | Detalls                     | coordenades                                                          | Protecció                                  | Commons (més fotos)                        | Dades a WD                    |
| ------ | ------------------------------------------ | --------------------- | ------------- | --------------------------- | -------------------------------------------------------------------- | ------------------------------------------ | ------------------------------------------ | ----------------------------- |
|        | creu de terme de Guim Ferrer               | l'Espluga de Francolí | creu de terme |                             | 41° 23′ 32″ N, 1° 05′ 31″ E / 41.392232778109°N,1.0920419138859982°E |                                            | Creu de terme de Guim Ferrer               | Modifica les dades a Wikidata |
|        | creu de terme de l'Espluga de Francolí     | l'Espluga de Francolí | creu de terme | Estil: academicisme         | 41° 23′ 38″ N, 1° 07′ 51″ E / 41.3938°N,1.13081°E                    | bé integrant del patrimoni cultural català | Creu de terme de l'Espluga de Francolí     | Modifica les dades a Wikidata |
|        | creu de terme de la carretera de Montblanc | l'Espluga de Francolí | creu de terme | Estil: arquitectura popular | 41° 23′ 44″ N, 1° 06′ 39″ E / 41.395673°N,1.110831°E                 | bé integrant del patrimoni cultural català | Creu de terme de la carretera de Montblanc | Modifica les dades a Wikidata |

## curs d'aigua
| imatge | Nom                | Ubicat a                               | instància de | Detalls                                               | coordenades                                                                                               | Protecció | Commons (més fotos) | Dades a WD                    |
| ------ | ------------------ | -------------------------------------- | ------------ | ----------------------------------------------------- | --- | --------- | ------------------- | ----------------------------- |
|        | Francolí           | Conca de Barberà Alt Camp Tarragonès   | curs d'aigua | Desemboca: mar Mediterrània Llarg: 60km Conca: 838km² | 41° 23′ 56″ N, 1° 03′ 08″ E / 41.398944°N,1.052333°E 41° 06′ 24″ N, 1° 13′ 39″ E / 41.106639°N,1.227446°E |           | Francolí River      | Modifica les dades a Wikidata |
|        | barranc de la Pena | l'Espluga de Francolí Vimbodí i Poblet | curs d'aigua | Llarg: 4km                                            | 41° 22′ 51″ N, 1° 05′ 05″ E / 41.38073056°N,1.08485861°E                                                  |           |                     | Modifica les dades a Wikidata |
|        | riu Sec            | Vimbodí i Poblet l'Espluga de Francolí | curs d'aigua | Desemboca: Francolí                                   | 41° 23′ 59″ N, 1° 05′ 55″ E / 41.39964516751009°N,1.0985695124327324°E                                    |           |                     | Modifica les dades a Wikidata |

## edifici
| imatge | Nom                                 | Ubicat a              | instància de | Detalls | coordenades | Protecció                                  | Commons (més fotos)                        | Dades a WD                    |
| ------ | ----------------------------------- | --------------------- | ------------ | --- | --- | ------------------------------------------ | ------------------------------------------ | ----------------------------- |
|        | Casal de l'Espluga de Francolí      | l'Espluga de Francolí | edifici      | | 41° 23′ 40″ N, 1° 05′ 51″ E / 41.3945°N,1.09752°E ca:Plaça Montserrat Canals n. 143440, L'Espluga de Francolí                          | bé integrant del patrimoni cultural català | Casal de l'Espluga de Francolí             | Modifica les dades a Wikidata |
|        | Celler Cooperatiu                   | l'Espluga de Francolí | edifici      | Arquitecte: Pere Domènech i Roura Lluís Domènech i Montaner Estil: modernisme català arquitectura modernista 1913 | 41° 23′ 57″ N, 1° 06′ 16″ E / 41.39917°N,1.104582°E 41° 23′ 57″ N, 1° 06′ 16″ E / 41.399178°N,1.104579°E ca:Avinguda Josep M. Rendé, 5 | bé cultural d'interès nacional             | Celler Cooperatiu de l'Espluga de Francolí | Modifica les dades a Wikidata |
|        | Celler de l'Espluga                 | l'Espluga de Francolí | edifici      | Estil: noucentisme                                                                                                | 41° 23′ 57″ N, 1° 06′ 13″ E / 41.399246°N,1.103573°E                                                                                   | bé cultural d'interès local                | Celler de dalt de l'Espluga de Francolí    | Modifica les dades a Wikidata |
|        | Escorxador de l'Espluga de Francolí | l'Espluga de Francolí | edifici      | Estil: noucentisme                                                                                                | 41° 23′ 44″ N, 1° 06′ 03″ E / 41.395641°N,1.100765°E                                                                                   | bé integrant del patrimoni cultural català |                                            | Modifica les dades a Wikidata |
|        | Horta de l'Espluga                  | l'Espluga de Francolí | edifici      | Estil: arquitectura popular                                                                                       | 41° 23′ 42″ N, 1° 06′ 38″ E / 41.395123°N,1.110693°E                                                                                   | bé integrant del patrimoni cultural català |                                            | Modifica les dades a Wikidata |
|        | Magatzem Agrícola                   | l'Espluga de Francolí | edifici      | Estil: arquitectura eclèctica                                                                                     | | bé integrant del patrimoni cultural català |                                            | Modifica les dades a Wikidata |
|        | antic hospital                      | l'Espluga de Francolí | edifici      | Estil: arquitectura gòtica 14th century                                                                           | 41° 23′ 47″ N, 1° 06′ 13″ E / 41.396408°N,1.103595°E ca:Pl. Major, 9 411 msnm                                                          | bé cultural d'interès local                | Antic hospital (l'Espluga de Francolí)     | Modifica les dades a Wikidata |
|        | fassina Balanyà                     | l'Espluga de Francolí | edifici      | Estil: arquitectura popular 2009                                                                                  | 41° 23′ 48″ N, 1° 06′ 27″ E / 41.39656667°N,1.10754167°E ca:Pl. del Mil·lenari, 1                                                      | bé cultural d'interès local                | Fassina Balanyà de l'Espluga de Francolí   | Modifica les dades a Wikidata |

## entitat singular de població
| imatge | Nom                    | Ubicat a              | instància de                                   | Detalls  | coordenades                                                       | Protecció | Commons (més fotos)                | Dades a WD                    |
| ------ | ---------------------- | --------------------- | ---------------------------------------------- | -------- | ----------------------------------------------------------------- | --------- | ---------------------------------- | ----------------------------- |
|        | l'Espluga de Francolí  | l'Espluga de Francolí | entitat singular de població capital municipal | 3818 hab | 41° 23′ 47″ N, 1° 06′ 10″ E / 41.39649294°N,1.10289096°E 412 msnm |           |                                    | Modifica les dades a Wikidata |
|        | l'Estació              | l'Espluga de Francolí | entitat singular de població                   | 7 hab    | 41° 24′ 05″ N, 1° 06′ 09″ E / 41.40149°N,1.102581°E 421 msnm      |           |                                    | Modifica les dades a Wikidata |
|        | la Santíssima Trinitat | l'Espluga de Francolí | entitat singular de població                   | 0 hab    | 41° 22′ 24″ N, 1° 06′ 46″ E / 41.37345328°N,1.11276769°E 560 msnm |           |                                    | Modifica les dades a Wikidata |
|        | les Masies             | l'Espluga de Francolí | entitat singular de població                   | 25 hab   | 41° 22′ 43″ N, 1° 05′ 28″ E / 41.37861111°N,1.09111111°E 482 msnm |           | Les Masies (l'Espluga de Francolí) | Modifica les dades a Wikidata |

## església
| imatge | Nom                                  | Ubicat a              | instància de    | Detalls                                          | coordenades                                                                                    | Protecció                                            | Commons (més fotos)                            | Dades a WD                    |
| ------ | ------------------------------------ | --------------------- | --------------- | ------------------------------------------------ | ---------------------------------------------------------------------------------------------- | ---------------------------------------------------- | ---------------------------------------------- | ----------------------------- |
|        | Sant Miquel                          | l'Espluga de Francolí | església        |                                                  | 41° 23′ 11″ N, 1° 07′ 09″ E / 41.38628°N,1.119211°E ca:Al peu del camí de la Trinitat 450 msnm |                                                      |                                                | Modifica les dades a Wikidata |
|        | Sant Miquel de l'Espluga             | l'Espluga de Francolí | església        | Estil: arquitectura gòtica                       | 41° 23′ 48″ N, 1° 06′ 12″ E / 41.396712°N,1.103376°E                                           | bé d'interès cultural bé cultural d'interès nacional | Sant Miquel de l'Espluga                       | Modifica les dades a Wikidata |
|        | capella de Santa Maria de les Masies | l'Espluga de Francolí | església        | Estil: arquitectura eclèctica                    | 41° 22′ 43″ N, 1° 05′ 30″ E / 41.378551°N,1.091789°E                                           | bé integrant del patrimoni cultural català           | Capella de Santa Maria de les Masies           | Modifica les dades a Wikidata |
|        | església Nova de Sant Miquel         | l'Espluga de Francolí | església        | Estil: arquitectura neoclàssica 19th century     | 41° 23′ 47″ N, 1° 06′ 10″ E / 41.396394°N,1.102781°E ca:Pl. de l'Església 412 msnm             | bé cultural d'interès local                          | Església Nova (l'Espluga de Francolí)          | Modifica les dades a Wikidata |
|        | església de les Germanes Carmelites  | l'Espluga de Francolí | església        | Estil: arquitectura eclèctica                    | 41° 23′ 46″ N, 1° 06′ 05″ E / 41.396067°N,1.101251°E                                           | bé integrant del patrimoni cultural català           |                                                | Modifica les dades a Wikidata |
|        | la Santíssima Trinitat               | l'Espluga de Francolí | església ermita | Estil: arquitectura barroca arquitectura popular | 41° 22′ 23″ N, 1° 06′ 38″ E / 41.3731°N,1.11065°E 550 msnm                                     | bé integrant del patrimoni cultural català           | La Santíssima Trinitat (l'Espluga de Francolí) | Modifica les dades a Wikidata |

## font
| imatge | Nom                      | Ubicat a              | instància de | Detalls                                      | coordenades                                                                    | Protecció                                  | Commons (més fotos)                              | Dades a WD                    |
| ------ | ------------------------ | --------------------- | ------------ | -------------------------------------------- | ------------------------------------------------------------------------------ | ------------------------------------------ | ------------------------------------------------ | ----------------------------- |
|        | Font Major               | l'Espluga de Francolí | font         | Estil: arquitectura popular                  | 41° 23′ 56″ N, 1° 06′ 08″ E / 41.3989°N,1.10216°E                              | bé integrant del patrimoni cultural català | Conjunt de la Font Major (l'Espluga de Francolí) | Modifica les dades a Wikidata |
|        | font d'en Bric           | l'Espluga de Francolí | font         |                                              | 41° 25′ 04″ N, 1° 04′ 11″ E / 41.4177128506468°N,1.06962607563037°E            |                                            |                                                  | Modifica les dades a Wikidata |
|        | font d'en Roca           | l'Espluga de Francolí | font         |                                              | 41° 26′ 19″ N, 1° 05′ 40″ E / 41.438591723135°N,1.0945050137696°E              |                                            |                                                  | Modifica les dades a Wikidata |
|        | font de Baix             | l'Espluga de Francolí | font         | Estil: arquitectura neoclàssica 19th century | 41° 23′ 52″ N, 1° 06′ 18″ E / 41.397693°N,1.104925°E ca:Av. Catalunya 402 msnm | bé cultural d'interès local                | Font de Baix (l'Espluga de Francolí)             | Modifica les dades a Wikidata |
|        | font de Sant Roc         | l'Espluga de Francolí | font         |                                              | 41° 23′ 02″ N, 1° 06′ 32″ E / 41.3839399407366°N,1.10885919300209°E            |                                            |                                                  | Modifica les dades a Wikidata |
|        | font de l'Abella         | l'Espluga de Francolí | font         |                                              | 41° 26′ 11″ N, 1° 07′ 11″ E / 41.4363044699507°N,1.11970627034127°E            |                                            |                                                  | Modifica les dades a Wikidata |
|        | font de l'Aigüeta        | l'Espluga de Francolí | font         |                                              | 41° 21′ 44″ N, 1° 06′ 05″ E / 41.362149134089°N,1.1015194940753°E              |                                            |                                                  | Modifica les dades a Wikidata |
|        | font de les Tres Virtuts | l'Espluga de Francolí | font         |                                              | 41° 22′ 23″ N, 1° 06′ 46″ E / 41.3729450342251°N,1.11286059719717°E            |                                            |                                                  | Modifica les dades a Wikidata |
|        | font del Ferro           | l'Espluga de Francolí | font         | Estil: arquitectura popular                  | 41° 22′ 38″ N, 1° 05′ 31″ E / 41.3772°N,1.09182°E                              | bé integrant del patrimoni cultural català | Font del Ferro (l'Espluga de Francolí)           | Modifica les dades a Wikidata |

## granja
| imatge | Nom                      | Ubicat a              | instància de | Detalls | coordenades                                                         | Protecció | Commons (més fotos) | Dades a WD                    |
| ------ | ------------------------ | --------------------- | ------------ | ------- | ------------------------------------------------------------------- | --------- | ------------------- | ----------------------------- |
|        | Granges del Pons         | l'Espluga de Francolí | granja       |         | 41° 23′ 55″ N, 1° 05′ 39″ E / 41.3985055351043°N,1.09420221990451°E |           |                     | Modifica les dades a Wikidata |
|        | Granges del Riu Sec      | l'Espluga de Francolí | granja       |         | 41° 23′ 48″ N, 1° 05′ 46″ E / 41.3967165062191°N,1.09603677156228°E |           |                     | Modifica les dades a Wikidata |
|        | Granja de Sant Ramon     | l'Espluga de Francolí | granja       |         | 41° 23′ 50″ N, 1° 05′ 31″ E / 41.3972165115045°N,1.09196717442565°E |           |                     | Modifica les dades a Wikidata |
|        | Granja del Jaques        | l'Espluga de Francolí | granja       |         | 41° 24′ 46″ N, 1° 06′ 10″ E / 41.4128767699334°N,1.10268370369072°E |           |                     | Modifica les dades a Wikidata |
|        | Granja del Mas de Balart | l'Espluga de Francolí | granja       |         | 41° 23′ 54″ N, 1° 06′ 00″ E / 41.3983861924533°N,1.10005506182127°E |           |                     | Modifica les dades a Wikidata |

## masia
| imatge | Nom                       | Ubicat a              | instància de | Detalls                     | coordenades                                                                                       | Protecció | Commons (més fotos) | Dades a WD                    |
| ------ | ------------------------- | --------------------- | ------------ | --------------------------- | ------------------------------------------------------------------------------------------------- | --------- | ------------------- | ----------------------------- |
|        | Mas Blanc                 | l'Espluga de Francolí | masia        |                             | 41° 26′ 07″ N, 1° 05′ 44″ E / 41.4352327115993°N,1.09564134514663°E                               |           |                     | Modifica les dades a Wikidata |
|        | Mas Vidal                 | l'Espluga de Francolí | masia        |                             | 41° 25′ 47″ N, 1° 04′ 43″ E / 41.4297965518982°N,1.07855491392094°E                               |           |                     | Modifica les dades a Wikidata |
|        | Mas d'en Jover            | l'Espluga de Francolí | masia        |                             | 41° 27′ 54″ N, 1° 07′ 08″ E / 41.465112731001°N,1.1188739378442°E                                 |           |                     | Modifica les dades a Wikidata |
|        | Mas d'en Llord            | l'Espluga de Francolí | masia        |                             | 41° 26′ 44″ N, 1° 07′ 59″ E / 41.44549167°N,1.13291944°E                                          |           |                     | Modifica les dades a Wikidata |
|        | Mas d'en Xup              | l'Espluga de Francolí | masia        | Estil: arquitectura barroca | 41° 27′ 00″ N, 1° 06′ 49″ E / 41.4500470033895°N,1.11354816855012°E ca:Camí de Blancafort a Senan |           |                     | Modifica les dades a Wikidata |
|        | Mas de Boquer             | l'Espluga de Francolí | masia        |                             | 41° 25′ 19″ N, 1° 07′ 25″ E / 41.4220637132443°N,1.12353662984163°E                               |           |                     | Modifica les dades a Wikidata |
|        | Mas de Civit              | l'Espluga de Francolí | masia        |                             | 41° 26′ 18″ N, 1° 04′ 57″ E / 41.438392877918°N,1.0825417337101°E                                 |           |                     | Modifica les dades a Wikidata |
|        | Mas de Feló               | l'Espluga de Francolí | masia        |                             | 41° 25′ 17″ N, 1° 04′ 59″ E / 41.4214246508461°N,1.08314548885484°E                               |           |                     | Modifica les dades a Wikidata |
|        | Mas de Móra               | l'Espluga de Francolí | masia        |                             | 41° 23′ 19″ N, 1° 07′ 17″ E / 41.3885751637999°N,1.12129488143472°E                               |           |                     | Modifica les dades a Wikidata |
|        | Mas de Paiet              | l'Espluga de Francolí | masia        |                             | 41° 24′ 54″ N, 1° 04′ 55″ E / 41.414966625511°N,1.082034615739°E                                  |           |                     | Modifica les dades a Wikidata |
|        | Mas de Segarreta          | l'Espluga de Francolí | masia        |                             | 41° 26′ 55″ N, 1° 05′ 44″ E / 41.4485908384892°N,1.09569356377276°E                               |           |                     | Modifica les dades a Wikidata |
|        | Mas de l'Agustinet        | l'Espluga de Francolí | masia        |                             | 41° 23′ 57″ N, 1° 07′ 06″ E / 41.3991368381376°N,1.11832311837636°E                               |           |                     | Modifica les dades a Wikidata |
|        | Mas de l'Hortensi         | l'Espluga de Francolí | masia        |                             | 41° 25′ 47″ N, 1° 06′ 16″ E / 41.429747375078°N,1.1043377617009°E                                 |           |                     | Modifica les dades a Wikidata |
|        | Mas de l'Isidor           | l'Espluga de Francolí | masia        |                             | 41° 27′ 00″ N, 1° 06′ 37″ E / 41.4499231198002°N,1.11039132051347°E                               |           |                     | Modifica les dades a Wikidata |
|        | Mas de la Bojona          | l'Espluga de Francolí | masia        |                             | 41° 25′ 46″ N, 1° 07′ 18″ E / 41.4293356348527°N,1.12153204420707°E                               |           |                     | Modifica les dades a Wikidata |
|        | Mas de la Clara           | l'Espluga de Francolí | masia        |                             | 41° 26′ 17″ N, 1° 08′ 08″ E / 41.43794167°N,1.1356025°E                                           |           |                     | Modifica les dades a Wikidata |
|        | Mas de la Gaietana        | l'Espluga de Francolí | masia        |                             | 41° 26′ 08″ N, 1° 07′ 15″ E / 41.435423761826°N,1.1209285547426°E                                 |           |                     | Modifica les dades a Wikidata |
|        | Mas del Castell           | l'Espluga de Francolí | masia        |                             | 41° 26′ 17″ N, 1° 07′ 26″ E / 41.4379589606296°N,1.12396442644465°E                               |           |                     | Modifica les dades a Wikidata |
|        | Mas del Civit             | l'Espluga de Francolí | masia        |                             | 41° 25′ 02″ N, 1° 06′ 13″ E / 41.417124094182°N,1.1035084676741°E                                 |           |                     | Modifica les dades a Wikidata |
|        | Mas del Pau Sastre        | l'Espluga de Francolí | masia        |                             | 41° 24′ 56″ N, 1° 06′ 47″ E / 41.415480939406°N,1.1131282045602°E                                 |           |                     | Modifica les dades a Wikidata |
|        | Mas del Porta             | l'Espluga de Francolí | masia        |                             | 41° 24′ 37″ N, 1° 05′ 47″ E / 41.4103863496365°N,1.0964152299929°E                                |           |                     | Modifica les dades a Wikidata |
|        | Mas del Potreta           | l'Espluga de Francolí | masia        |                             | 41° 26′ 33″ N, 1° 06′ 35″ E / 41.4425696568317°N,1.10961122345712°E                               |           |                     | Modifica les dades a Wikidata |
|        | Mas del Raspall           | l'Espluga de Francolí | masia        |                             | 41° 26′ 52″ N, 1° 04′ 23″ E / 41.4476928001129°N,1.07314267403351°E                               |           |                     | Modifica les dades a Wikidata |
|        | Mas del Sala              | l'Espluga de Francolí | masia        |                             | 41° 26′ 43″ N, 1° 07′ 48″ E / 41.4452452373587°N,1.13002704041046°E                               |           |                     | Modifica les dades a Wikidata |
|        | Mas del Sanç              | l'Espluga de Francolí | masia        |                             | 41° 23′ 47″ N, 1° 04′ 47″ E / 41.3963743941395°N,1.07979109074368°E                               |           |                     | Modifica les dades a Wikidata |
|        | Mas del Tàpies            | l'Espluga de Francolí | masia        |                             | 41° 26′ 42″ N, 1° 06′ 31″ E / 41.445130474746°N,1.1086780730133°E                                 |           |                     | Modifica les dades a Wikidata |
|        | Mas dels Frares           | l'Espluga de Francolí | masia        |                             | 41° 26′ 24″ N, 1° 07′ 23″ E / 41.439964140905°N,1.1231914267235°E                                 |           |                     | Modifica les dades a Wikidata |
|        | Masia de l'Aigua          | l'Espluga de Francolí | masia        |                             | 41° 22′ 38″ N, 1° 05′ 31″ E / 41.377320588299°N,1.0919988939888°E                                 |           |                     | Modifica les dades a Wikidata |
|        | Masia de l'Escriu         | l'Espluga de Francolí | masia        |                             | 41° 22′ 58″ N, 1° 06′ 08″ E / 41.382874865419°N,1.1021124824201°E                                 |           |                     | Modifica les dades a Wikidata |
|        | Masia del Fartet          | l'Espluga de Francolí | masia        |                             | 41° 23′ 05″ N, 1° 06′ 42″ E / 41.384832771121°N,1.1116229509937°E                                 |           |                     | Modifica les dades a Wikidata |
|        | Masia del Genilles        | l'Espluga de Francolí | masia        |                             | 41° 23′ 00″ N, 1° 05′ 11″ E / 41.3832547939118°N,1.08649162757997°E                               |           |                     | Modifica les dades a Wikidata |
|        | Masia del Miquelet        | l'Espluga de Francolí | masia        |                             | 41° 22′ 58″ N, 1° 05′ 10″ E / 41.3826892746965°N,1.08606572942348°E                               |           |                     | Modifica les dades a Wikidata |
|        | Masia del Simon           | l'Espluga de Francolí | masia        |                             | 41° 22′ 45″ N, 1° 05′ 59″ E / 41.379234361518°N,1.0998267135916°E                                 |           |                     | Modifica les dades a Wikidata |
|        | el Mirador de l'Agustinet | l'Espluga de Francolí | masia        |                             | 41° 24′ 08″ N, 1° 07′ 27″ E / 41.402153006763°N,1.1242801474571°E                                 |           |                     | Modifica les dades a Wikidata |
|        | el Poal del Franciscano   | l'Espluga de Francolí | masia        |                             | 41° 26′ 25″ N, 1° 07′ 59″ E / 41.4403758088929°N,1.13300367673321°E                               |           |                     | Modifica les dades a Wikidata |
|        | la Sénia                  | l'Espluga de Francolí | masia        |                             | 41° 27′ 13″ N, 1° 06′ 26″ E / 41.453708840731°N,1.10727643521633°E 529 msnm                       |           |                     | Modifica les dades a Wikidata |
|        | torre de Pau Anguera      | l'Espluga de Francolí | masia        |                             | 41° 26′ 54″ N, 1° 05′ 38″ E / 41.4484596961218°N,1.09375808628344°E                               |           |                     | Modifica les dades a Wikidata |

## molí d'aigua
| imatge | Nom                   | Ubicat a              | instància de | Detalls                     | coordenades                                          | Protecció                                  | Commons (més fotos) | Dades a WD                    |
| ------ | --------------------- | --------------------- | ------------ | --------------------------- | ---------------------------------------------------- | ------------------------------------------ | ------------------- | ----------------------------- |
|        | Molí de la Vila       | l'Espluga de Francolí | molí d'aigua | Estil: arquitectura popular | 41° 23′ 55″ N, 1° 06′ 01″ E / 41.398534°N,1.100403°E | bé integrant del patrimoni cultural català |                     | Modifica les dades a Wikidata |
|        | Molí de les Grassetes | l'Espluga de Francolí | molí d'aigua | Estil: arquitectura popular | 41° 23′ 58″ N, 1° 06′ 07″ E / 41.39954°N,1.102066°E  | bé integrant del patrimoni cultural català |                     | Modifica les dades a Wikidata |
|        | Molí del Bou          | l'Espluga de Francolí | molí d'aigua | Estil: arquitectura popular |                                                      | bé integrant del patrimoni cultural català |                     | Modifica les dades a Wikidata |
|        | Molí del Guasch       | l'Espluga de Francolí | molí d'aigua | Estil: arquitectura popular | 41° 24′ 04″ N, 1° 05′ 19″ E / 41.401137°N,1.088617°E | bé integrant del patrimoni cultural català |                     | Modifica les dades a Wikidata |
|        | Molí del Poca         | l'Espluga de Francolí | molí d'aigua | Estil: arquitectura popular | 41° 23′ 36″ N, 1° 07′ 48″ E / 41.393322°N,1.129881°E | bé integrant del patrimoni cultural català |                     | Modifica les dades a Wikidata |
|        | Molí dels Frares      | l'Espluga de Francolí | molí d'aigua | Estil: arquitectura popular | 41° 23′ 38″ N, 1° 07′ 11″ E / 41.393874°N,1.11979°E  | bé integrant del patrimoni cultural català |                     | Modifica les dades a Wikidata |

## muntanya
| imatge | Nom                     | Ubicat a                                       | instància de | Detalls | coordenades                                                            | Protecció | Commons (més fotos)     | Dades a WD                    |
| ------ | ----------------------- | ---------------------------------------------- | ------------ | ------- | ---------------------------------------------------------------------- | --------- | ----------------------- | ----------------------------- |
|        | Puig Coniller           | l'Espluga de Francolí                          | muntanya     |         | 41° 27′ 03″ N, 1° 04′ 40″ E / 41.450712°N,1.077645°E 611.2 msnm        |           |                         | Modifica les dades a Wikidata |
|        | Punta del Puig          | Fulleda l'Espluga de Francolí Vimbodí i Poblet | muntanya     |         | 41° 26′ 33″ N, 1° 03′ 19″ E / 41.4425°N,1.05523°E 682 msnm             |           |                         | Modifica les dades a Wikidata |
|        | Roca de la Manxa        | l'Espluga de Francolí                          | muntanya     |         | 41° 25′ 35″ N, 1° 06′ 55″ E / 41.42629722°N,1.11528056°E 499.1 msnm    |           |                         | Modifica les dades a Wikidata |
|        | Tossal Gros de Vallbona | l'Espluga de Francolí Vallbona de les Monges   | muntanya     |         | 41° 28′ 08″ N, 1° 06′ 46″ E / 41.4688603287°N,1.11287099172°E 803 msnm |           | Tossal Gros de Vallbona | Modifica les dades a Wikidata |
|        | els Morellons           | Fulleda Senan l'Espluga de Francolí            | muntanya     |         | 41° 27′ 35″ N, 1° 04′ 36″ E / 41.4598°N,1.07653611°E 726.1 msnm        |           |                         | Modifica les dades a Wikidata |

## nucli de població
| imatge | Nom       | Ubicat a              | instància de      | Detalls | coordenades                                              | Protecció | Commons (més fotos) | Dades a WD                    |
| ------ | --------- | --------------------- | ----------------- | ------- | -------------------------------------------------------- | --------- | ------------------- | ----------------------------- |
|        | Carreras  | l'Espluga de Francolí | nucli de població |         | 41° 23′ 38″ N, 1° 06′ 29″ E / 41.393889°N,1.108056°E     |           |                     | Modifica les dades a Wikidata |
|        | el Casal  | l'Espluga de Francolí | nucli de població |         | 41° 23′ 38″ N, 1° 05′ 42″ E / 41.39388889°N,1.095°E      |           |                     | Modifica les dades a Wikidata |
|        | l'Estació | l'Espluga de Francolí | nucli de població |         | 41° 24′ 02″ N, 1° 06′ 12″ E / 41.40054528°N,1.10327222°E |           |                     | Modifica les dades a Wikidata |

## serra
| imatge | Nom             | Ubicat a                                              | instància de | Detalls | coordenades                                                  | Protecció | Commons (més fotos) | Dades a WD                    |
| ------ | --------------- | ----------------------------------------------------- | ------------ | ------- | ------------------------------------------------------------ | --------- | ------------------- | ----------------------------- |
|        | La Serreta      | l'Espluga de Francolí Senan Fulleda                   | serra        |         | 41° 27′ 44″ N, 1° 04′ 19″ E / 41.4623°N,1.07186°E 712.8 msnm |           |                     | Modifica les dades a Wikidata |
|        | Serra de Vilobí | Vimbodí i Poblet Fulleda Tarrés l'Espluga de Francolí | serra        |         | 41° 26′ 36″ N, 1° 03′ 15″ E / 41.4432°N,1.05421°E 726.1 msnm |           |                     | Modifica les dades a Wikidata |

## xemeneia de fàbrica
| imatge | Nom                                             | Ubicat a              | instància de        | Detalls                     | coordenades                                          | Protecció                   | Commons (més fotos) | Dades a WD                    |
| ------ | ----------------------------------------------- | --------------------- | ------------------- | --------------------------- | ---------------------------------------------------- | --------------------------- | ------------------- | ----------------------------- |
|        | ensumania industrial a la partida Horta de Dalt | l'Espluga de Francolí | xemeneia de fàbrica | Estil: arquitectura popular | 41° 24′ 00″ N, 1° 06′ 09″ E / 41.400079°N,1.102501°E | bé cultural d'interès local |                     | Modifica les dades a Wikidata |
|        | ensumania industrial a la partida Sinoda        | l'Espluga de Francolí | xemeneia de fàbrica | Estil: arquitectura popular | 41° 23′ 36″ N, 1° 07′ 48″ E / 41.393202°N,1.129961°E | bé cultural d'interès local |                     | Modifica les dades a Wikidata |
|        | ensumania industrial al carrer Canós, 24        | l'Espluga de Francolí | xemeneia de fàbrica | Estil: arquitectura popular | 41° 23′ 50″ N, 1° 06′ 24″ E / 41.397093°N,1.106602°E | bé cultural d'interès local |                     | Modifica les dades a Wikidata |
|        | ensumania industrial al carrer Canós, 26        | l'Espluga de Francolí | xemeneia de fàbrica | Estil: arquitectura popular | 41° 23′ 49″ N, 1° 06′ 23″ E / 41.397083°N,1.106374°E | bé cultural d'interès local |                     | Modifica les dades a Wikidata |
|        | ensumania industrial al carrer Canós, 9         | l'Espluga de Francolí | xemeneia de fàbrica | Estil: arquitectura popular | 41° 23′ 48″ N, 1° 06′ 25″ E / 41.39661°N,1.106886°E  | bé cultural d'interès local |                     | Modifica les dades a Wikidata |

## Misc
| imatge | Nom                                    | Ubicat a                               | instància de                       | Detalls                                                  | coordenades                                                                                        | Protecció                                            | Commons (més fotos)                     | Dades a WD                    |
| ------ | -------------------------------------- | -------------------------------------- | ---------------------------------- | -------------------------------------------------------- | -------------------------------------------------------------------------------------------------- | ---------------------------------------------------- | --------------------------------------- | ----------------------------- |
|        | Balneari Vil·la Engràcia               | l'Espluga de Francolí                  | balneari                           | Estil: arquitectura eclèctica                            | 41° 22′ 46″ N, 1° 05′ 27″ E / 41.3795°N,1.09093°E                                                  | bé integrant del patrimoni cultural català           | Balneari Vil·la Engràcia                | Modifica les dades a Wikidata |
|        | Capelleta votiva de Sant Cristòfol     | l'Espluga de Francolí                  | fornícula                          | Estil: arquitectura popular Estat: enderrocat o destruït | 41° 23′ 47″ N, 1° 06′ 16″ E / 41.396349°N,1.104421°E                                               | bé integrant del patrimoni cultural català           |                                         | Modifica les dades a Wikidata |
|        | Castell de l'Espluga                   | l'Espluga de Francolí                  | castell                            | Estil: arquitectura popular                              | 41° 23′ 51″ N, 1° 06′ 19″ E / 41.3975°N,1.1052777777778°E ca:Carrer dels Ametllers 425 msnm        | bé d'interès cultural bé cultural d'interès nacional | Castell de l'Espluga                    | Modifica les dades a Wikidata |
|        | Estació de l'Espluga de Francolí       | l'Espluga de Francolí                  | estació de ferrocarril             |                                                          | 41° 24′ 02″ N, 1° 06′ 12″ E / 41.40063888888889°N,1.1033333333333333°E                             |                                                      | L'Espluga de Francolí train station     | Modifica les dades a Wikidata |
|        | Llinda emblemàtica de Cal Boteric      | l'Espluga de Francolí                  | llinda                             | Estil: arquitectura popular                              | 41° 23′ 49″ N, 1° 06′ 18″ E / 41.396872°N,1.104993°E                                               | bé integrant del patrimoni cultural català           |                                         | Modifica les dades a Wikidata |
|        | Monument de Sant Bernat                | l'Espluga de Francolí                  | monument                           | Estil: arquitectura eclèctica                            | 41° 23′ 17″ N, 1° 04′ 59″ E / 41.388193°N,1.083005°E 452 msnm                                      | bé integrant del patrimoni cultural català           | Monument de Sant Bernat                 | Modifica les dades a Wikidata |
|        | Museu Terra                            | l'Espluga de Francolí                  | museu                              | 1988 Superfície: 3300m²                                  | 41° 23′ 49″ N, 1° 06′ 23″ E / 41.396868°N,1.106336°E ca:Carretera de Montblanc, 35                 | bé integrant del patrimoni cultural català           | Museu de la Vida Rural                  | Modifica les dades a Wikidata |
|        | Parc Natural de Poblet                 | Vimbodí i Poblet l'Espluga de Francolí | paratge natural d'interès nacional |                                                          | 41° 22′ 33″ N, 1° 05′ 13″ E / 41.37583333°N,1.08694444°E                                           |                                                      |                                         | Modifica les dades a Wikidata |
|        | Polígon industrial Les Eres            | l'Espluga de Francolí                  | polígon industrial                 |                                                          | 41° 24′ 09″ N, 1° 06′ 19″ E / 41.4024067416421°N,1.10517754205961°E                                |                                                      |                                         | Modifica les dades a Wikidata |
|        | Pont de la Font Baixa                  | l'Espluga de Francolí                  | pont                               | Estil: arquitectura popular Travessa: Francolí           | 41° 23′ 53″ N, 1° 06′ 18″ E / 41.39819°N,1.1051°E ca:A la carretera a l'entrada del poble 403 msnm | bé integrant del patrimoni cultural català           | Pont de la Font Baixa                   | Modifica les dades a Wikidata |
|        | Puig Cunill                            | l'Espluga de Francolí                  | vèrtex geodèsic                    | Alt: 1.2m                                                | 41° 27′ 35″ N, 1° 04′ 36″ E / 41.459793°N,1.076569°E 727.764 msnm                                  |                                                      |                                         | Modifica les dades a Wikidata |
|        | Recinte murat de l'Espluga de Francolí | l'Espluga de Francolí                  | muralla urbana                     |                                                          | 41° 23′ 49″ N, 1° 06′ 17″ E / 41.397081°N,1.104847°E ca:Carrer Major i voltants 406 msnm           | bé d'interès cultural bé cultural d'interès nacional |                                         | Modifica les dades a Wikidata |
|        | carrer del Mig                         | l'Espluga de Francolí                  | carrer                             | Estil: arquitectura popular                              | 41° 23′ 50″ N, 1° 06′ 08″ E / 41.397227°N,1.102302°E                                               | bé integrant del patrimoni cultural català           |                                         | Modifica les dades a Wikidata |
|        | casa de la Vila                        | l'Espluga de Francolí                  | casa consistorial                  | Estil: arquitectura popular 17th century                 | 41° 23′ 48″ N, 1° 06′ 15″ E / 41.39667°N,1.104303°E ca:Pl. de la Vila, 1 407 msnm                  | bé integrant del patrimoni cultural català           | Casa de la Vila (l'Espluga de Francolí) | Modifica les dades a Wikidata |
|        | cova de la Font Major                  | l'Espluga de Francolí                  | cova                               | 1994 Superfície: 8000m²                                  | 41° 23′ 54″ N, 1° 06′ 04″ E / 41.39833333°N,1.10111111°E                                           | bé cultural d'interès local                          |                                         | Modifica les dades a Wikidata |